# Torre de recerca
Una torre de recerca és una torre que serveix principalment per fer experiments científics. S'inclouen, per exemple, torres de caiguda per crear una ingravidesa momentània com la torre de caiguda de Bremen.
Una torre de recerca inusual va ser la BREN Tower de Nevada, que portava un reactor no protegit per simular els efectes de radiació de les explosions de bombes atòmiques a Hiroshima.
Les torres de mesurament no entren dins d'aquesta categoria.